# Felix Monsén
Pour les articles homonymes, voir Monsen.
Felix Monsén, né le 6 novembre 1994 à Saltsjöbaden, est un skieur alpin suédois. Il est spécialiste des épreuves de vitesse (super G et descente).

## Biographie
Il fait ses débuts officiels dans des courses FIS lors de l'hiver 2009-2010.
En Coupe d'Europe, concourt à partir de 2013 et obtient son premier podium en janvier 2015 en super G. Il entre en Coupe du monde en mars 2015, mais participe régulièrement à partir de l'hiver 2016-2017. Il y marque ses premiers points avec une 29e place lors de la descente de Kvitfjell.
Aux Championnats du monde 2017, il est 16e de la descente pour sa première participation.
Aux Championnats du monde 2019, ayant lieu à Åre, où il habite, en Suède, il est 19e du super G, 16e de la descente et 10e du combiné.

## Palmarès

### Championnats du monde
| Épreuve / Édition | Saint-Moritz 2017 | Åre 2019 |
| Descente          | 16e               | 16e      |
| Super G           | DNF               | 19e      |
| Combiné alpin     | DNF               | 10e      |

### Coupe du monde
- Meilleur classement général : 124e en 2019.
- Meilleur résultat : 20e.

#### Différents classements en Coupe du monde
| Année     | Classement général final | Classement en descente | Classement en super G | Classement en combiné |
| 2016-2017 | 158e                     | 52e                    | 56e                   | -                     |
| 2017-2018 | 129e                     | -                      | -                     | 27e                   |
| 2018-2019 | 124e                     | 49e                    | -                     | 38e                   |

### Championnats de Suède
- Champion de slalom géant en 2014.
- Champion de super G en 2015, 2017 et 2018.
- Champion de descente en 2017 et 2018.